# Radebeuler Tageblatt
Das Radebeuler Tageblatt war eine in der sächsischen Gemeinde Radebeul herausgegebene Zeitung. Alle Jahrgänge aus der Zeit zwischen 1896 und 1943 werden fast vollständig im Stadtarchiv Radebeul verwahrt; 2001 wurden diese mikroverfilmt.

## Geschichte
Anfang 1871 gründete der Dresdner Schriftgießereibesitzer Fürchtegott Hermann Butter in Kötzschenbroda eine Druckerei nebst einem Verlag. In diesem gab er ab Februar 1871 die beiden zweimal wöchentlich erscheinenden, selbst gedruckten Lokalzeitungen Kötzschenbrodaer Wochenblatt und Oberlößnitz-Radebeuler Wochenblatt heraus. 1875 übernahm der Dresdner Buchdrucker Nitzelnadel die Unternehmung.
Der Weinböhlaer Ernst Kupky übernahm 1883 Druckerei und Verlag. Kupky führte nur das Radebeuler Wochenblatt weiter, für das er 1889 eine Druckereifiliale in Radebeul einrichtete. Im Folgejahr nahm er Bruno Dietze als Miteigentümer in der Buchdruckerei und Verlagsanstalt auf, die ab da als Kupky & Dietze firmierte. Weitere Eigentümerwechsel bei bestehen bleibendem Firmennamen erfolgten 1896 zu Max Brummer und 1918 zu Curt und Rudolf Müller.
Am 1. Mai 1896 wurde in der Radebeuler Gellertstraße 3 (Gutenberghaus) ein neues, mit modernen Schnellpressen ausgestattetes Druckereigebäude eingeweiht. Das „wirtschaftliche Emporblühen der Lößnitz“ erforderte einen größeren Umfang der Zeitung, auch der Erscheinungszyklus wurde auf dreimal wöchentlich verkürzt. Ab 1899 erschien das Blatt als Abendzeitung in einer Frequenz von sechsmal wöchentlich, also als Tageszeitung. Damit einhergehend hieß die Zeitung ab 1900 Radebeuler Tageblatt. Die unabhängige und überparteiliche Zeitung für die Lößnitz. Die verantwortlichen Redakteure jener Zeit waren unter anderem Heinrich Feder, Alfred Deininger und Curt Müller.
Die Zeitung übernahm auch die Funktion als Amtsblatt für Radebeul mit Serkowitz, Oberlößnitz, Wahnsdorf, Boxdorf, Eisenberg und Reichenberg.
Der Inhalt der Zeitung bestand neben dem umfangreichen Anzeigenteil und einem großen Teil an nationalen und internationalen Berichten aus einem vergleichsweise geringen Umfang an Lokalnachrichten. Zu dessen Stärkung erschien ab 1925 die monatliche heimatkundliche Beilage Lößnitz-Heimat, die jedoch Ende 1928 wegen fehlender geeigneter Beiträge wieder eingestellt werden musste. In den Zwanziger Jahren war Kupky & Dietze (Inhaber C. und R. Müller) mit sieben großen Schnellpressen einschließlich einer modernen Rotationspresse einer der größten Druckereibetriebe der Region.
Im Juni 1941 wurde das Unternehmen auf behördliche Anweisung, wegen der bestehenden Papierbewirtschaftung, mit dem Generalanzeiger für die Lößnitz aus dem benachbarten Kötzschenbroda fusioniert und die Zeitung unter dem geänderten Namen Radebeuler Tageblatt mit Generalanzeiger für die Lößnitz herausgegeben. Zu diesem Zweck entstand der neugeschaffene Verlag Müller & Ziegner KG. Ende März 1943 musste die vereinte Zeitung wegen Papierknappheit ihr Erscheinen einstellen.
Der Druckereiverlag Kupky & Dietze wirkte nach dem Zweiten Weltkrieg weiter und stellte beispielsweise Bücher für die Karl-May-Stiftung her.

## Belebungsversuch
Vom 11. Februar 1993 bis zum Ende 1995 erfolgte ein Versuch der Meißner Tageblatt Verlagsgesellschaft, das Radebeuler Tageblatt. Die neuesten Nachrichten aus der Lößnitz mit einem 14-täglichen Erscheinen wiederzubeleben.